# Flugkolbenmotor

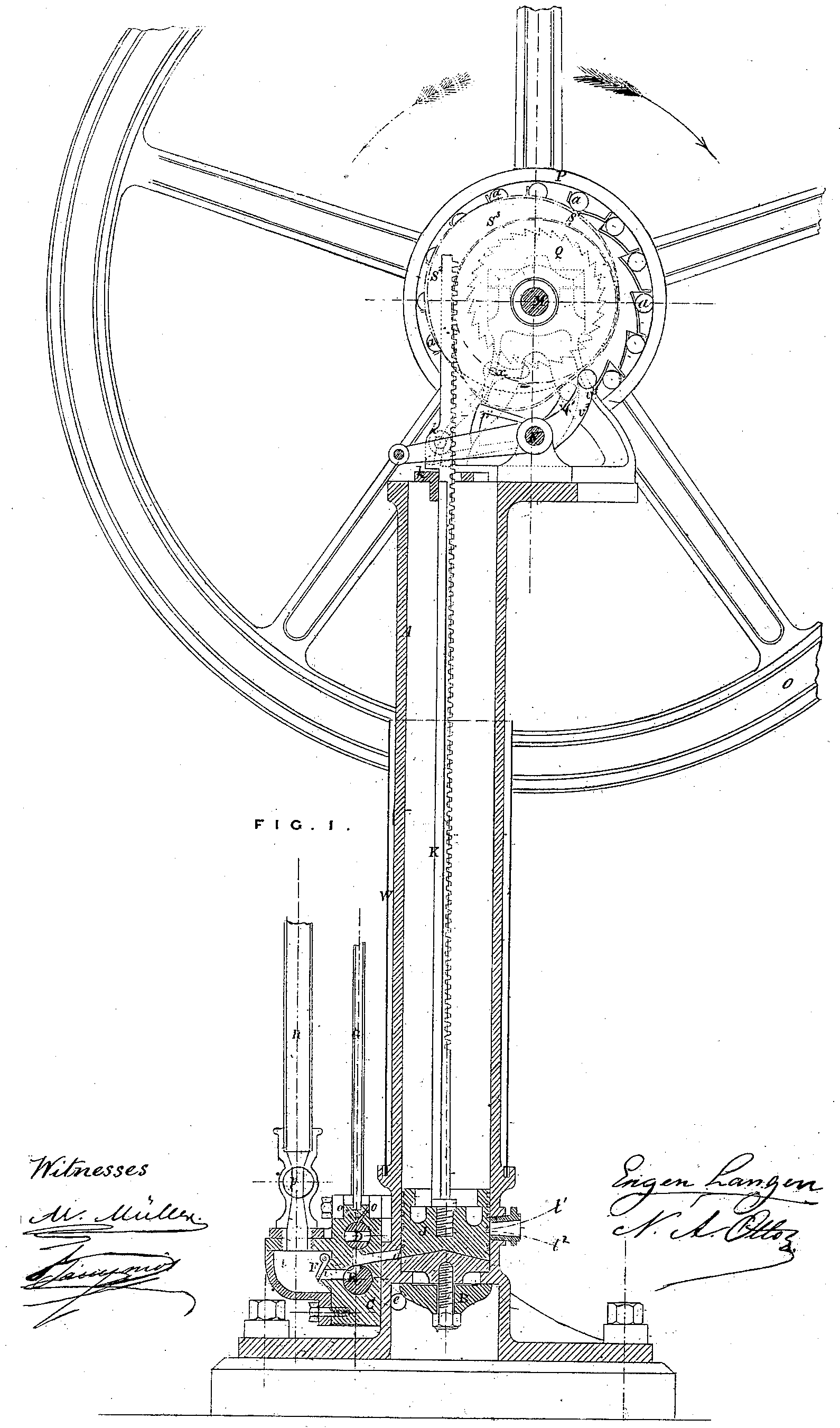
Abbildung 1 aus US-Patent US67659

Ein Flugkolbenmotor oder atmosphärischer Motor von Otto und Langen ist ein Explosionsmotor, bei dem der Kolben seine Energie über eine Zahnstange und nicht über einen Kurbeltrieb weitergibt. Hierbei wird der bei der Verbrennung entstehende Expansionsdruck nicht genutzt, sondern nur der danach entstehende Unterdruck beim Abkühlen des Zylinderinhalts zum Einziehen des Kolbens. Der atmosphärische Motor von Otto und Langen verwendete Leuchtgas als Treibstoff.

## Funktionsprinzip

Animation

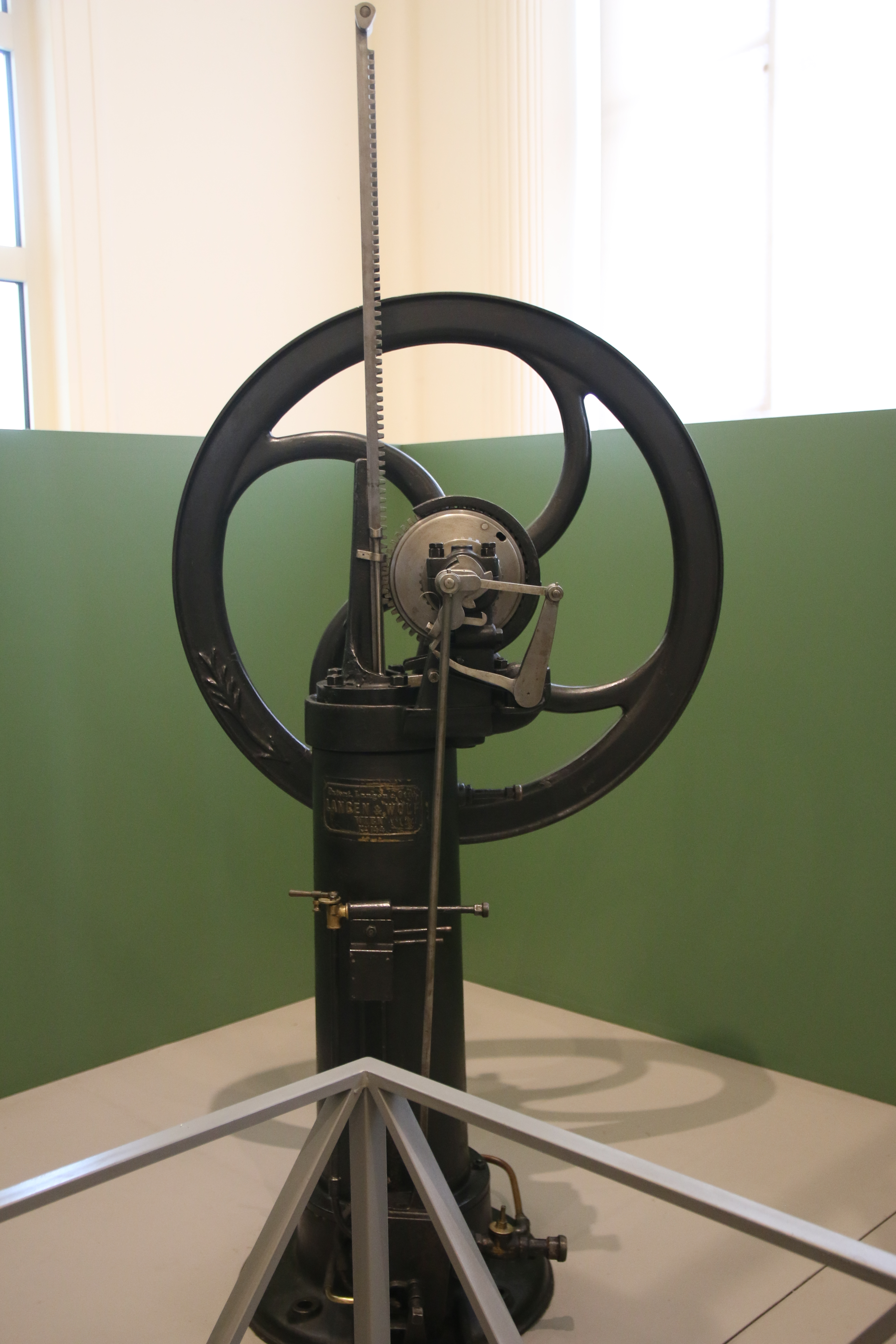
Atmosphärischer Gasmotor von Langen & Wolf Wien, Leistung 180 W, 1882

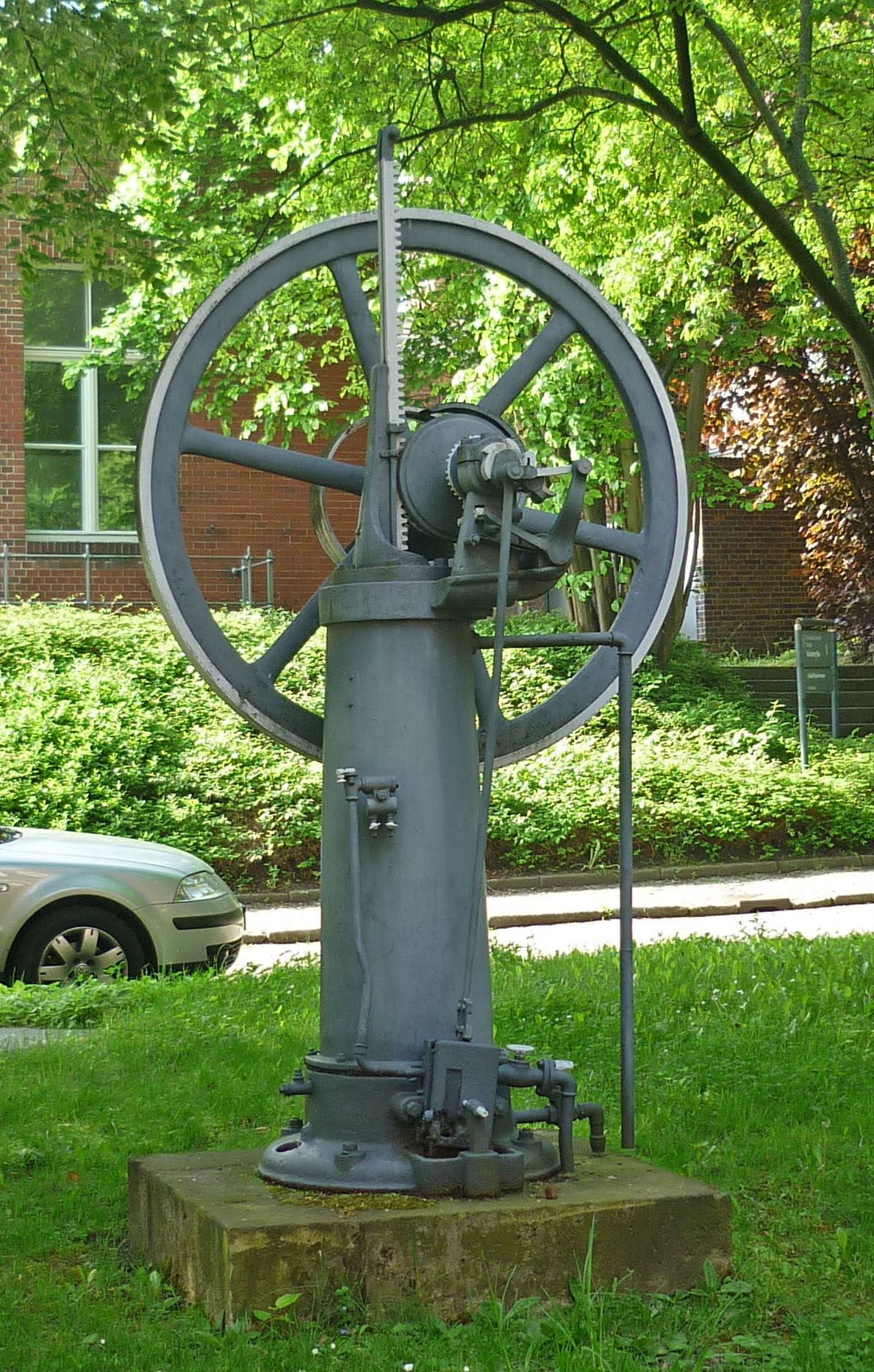
Atmosphärische Gaskraftmaschine (um 1880) hinter dem Zeuner-Bau der TU Dresden, Helmholtzstr.

In dem stehenden, oben offenen Einzylindermotor fliegt der Kolben nach Einleitung und Zündung des Gas-Luft-Gemisches geführt nach oben, ohne dass die hierbei abgegebene Energie genützt wird. Vom Antrieb ist die Zahnstange durch einen Freilauf mit einer Art Ratsche während der Aufwärtsbewegung entkoppelt. Auf diese Weise wird die zerstörerische Wirkung der durch die explosionsartige Verbrennung hervorgerufenen Stöße auf den Antriebsmechanismus umgangen. Erst beim Zurückgehen des Kolbens – ausgelöst durch den höheren Druck der umgebenden Luft (Atmosphäre) im Verhältnis zum im Brennraum rasch abkühlenden Verbrennungsgas, zum geringen Teil auch durch sein Eigengewicht – ist die Kolbenstange durch den jetzt geschlossenen Freilauf mit der Antriebswelle verbunden, und die gewünschte Drehbewegung wird erzeugt. Dadurch, dass die Leistungsabgabe von der Abkühlung der Verbrennungsgase abhängt, ist die Zündfrequenz begrenzt und die Leistung im Vergleich zum Viertaktmotor vergleichbarer Größe erheblich geringer.
Das Gas-Luft-Gemisch muss in den Brennraum eingeleitet werden, es findet kein Ansaugvorgang statt, ebenso keine Vorverdichtung. Dafür findet aber bei jedem Kolbenhub eine Verbrennung und damit Leistungsabgabe statt.
Bei maximaler Leistung findet bei jeder Wellenumdrehung eine Aufwärts- und Abwärtsbewegung des Kolbens statt. Durch Regulieren des Abgasstranges kann das Absinken des Kolbens verzögert werden. Da der Zyklus erst wieder beginnt, wenn der Kolben vollständig abgesunken ist und die Welle in der richtigen Position ist, bewirkt das Regulieren des Abgasstranges, dass der Motor nicht mit jeder Umdrehung einen Zyklus beginnen muss. Dadurch kann die Leistung des Motors nach unten geregelt werden.
(Da die verbliebenen Flugkolbenmotoren nur noch im Museumsbetrieb und im Leerlauf betrieben werden, macht die Welle typischerweise mehrere Umdrehungen zwischen zwei Kolbenhüben)
Der Flugkolbenmotor ist wegen seiner fehlenden Kurbelwelle eine technische Besonderheit innerhalb der Kolbenmaschinen.

## Vorläufer
Die Explosionsmotoren nutzen wie der atmosphärische Motor von Otto und Langen das beim Abkühlen entstehende Vakuum (Atmosphärischer Motor).
Bei den meisten Explosionsmotoren schoss der Kolben ebenfalls nach oben.
Der Motor von Isaac de Rivaz nutzte zündfähiges Gemisch aus Steinkohlengas, Wasserstoff und Luft und funktionierte nach einem ähnlichen Prinzip (Kolben fliegt nach Zündung nach oben und verrichtet beim Zurückgehen die Arbeit) wie der atmosphärische Motor von Otto und Langen.
Felice Matteucci und Eugenio Barsanti erhielten 1857 ein britisches Patent auf einen ähnlichen Motor.
Étienne Lenoir entwickelte 1859 einen Leuchtgasmotor, der durch Vertikale Dampfmaschinen inspiriert war.

## Geschichte
Entwickelt wurde der Motor, wie der Name auch andeutet, von Nicolaus Otto und Eugen Langen in der von beiden 1864 gegründeten Firma N. A. Otto & Cie.
Auf der Weltausstellung Paris 1867 wurde der Motor erstmals der Öffentlichkeit präsentiert und der Motor im selben Jahr patentiert. Diese neue Motorenentwicklung hatte ein Drittel des Kraftstoffverbrauchs der bis dahin bekannten Motoren von Étienne Lenoir. Sie wurde mit einer Goldmedaille ausgezeichnet. Bis zur Markteinführung des Otto-Viertaktmotors im Jahr 1876 wurden beinahe 5000 Otto-Langen-Flugkolbenmotoren von der Deutz AG und deren Lizenznehmern gebaut.
Der bei der Weltausstellung gezeigte Motor hatte 0,5 PS bei 80 Umdrehungen pro Minute. Dieser Motor wurde direkt von der Ausstellung weg verkauft, jedoch bereits 1875 wieder durch Eugen Langen als Sammlerstück zurückgekauft.

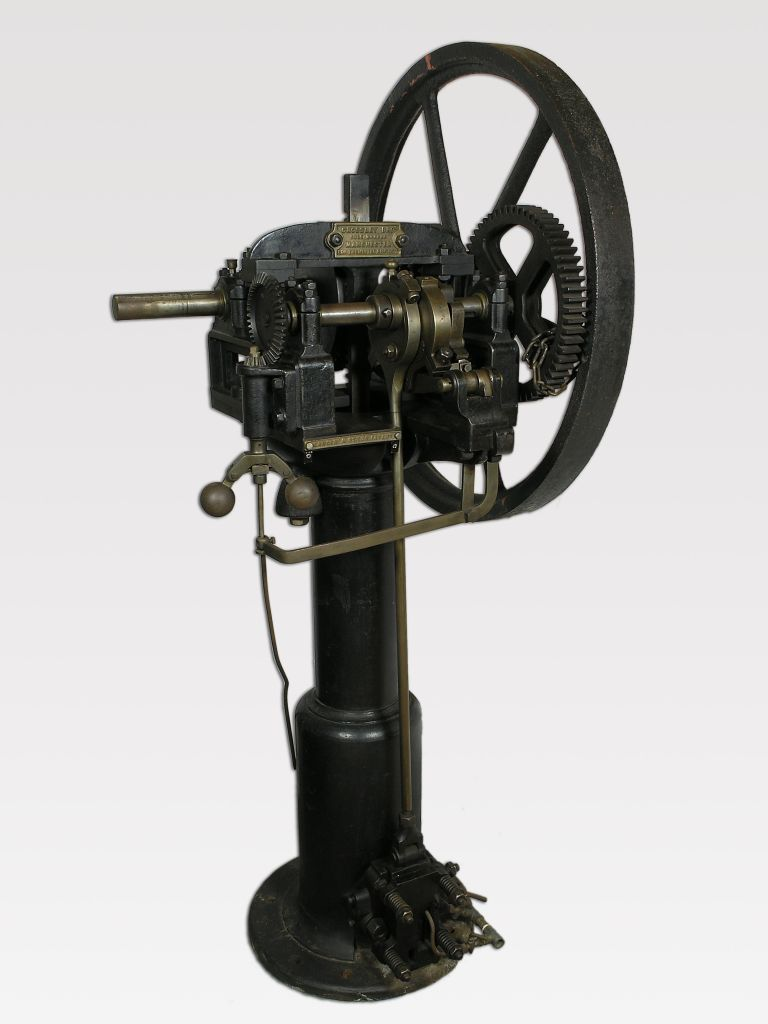
Atmosphärischen Gasmotor, hergestellt von den Crossley Brothers

Die Crossley Brothers lizenzierten 1869 die Patente für den atmosphärischen Gasmotor und produzierten im Laufe von 10 Jahren circa 1300 Motoren.

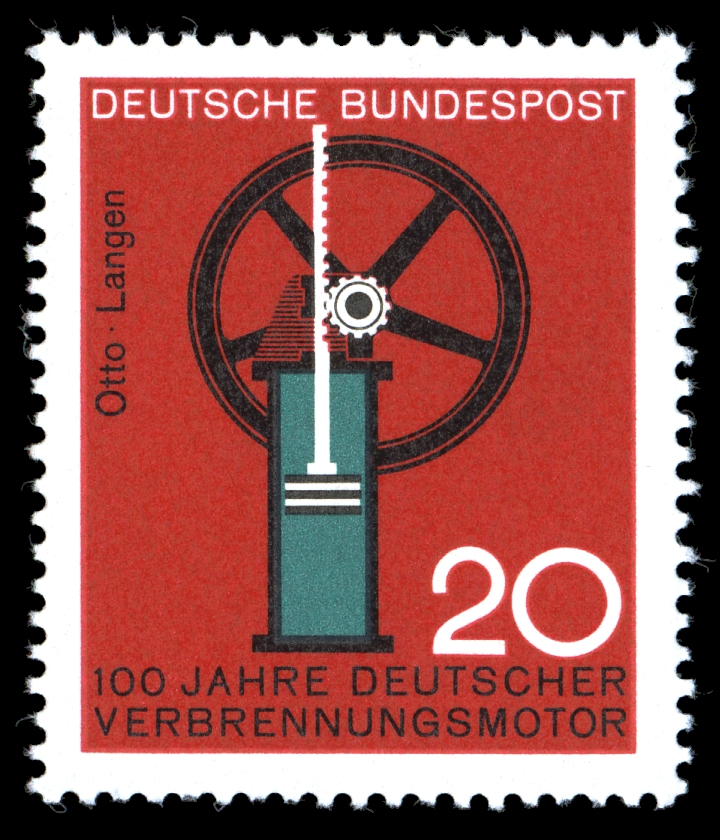
Flugkolbenmotor auf einer 20-Pfennig-Sondermarke

Im Jahr 1964 gab die Deutsche Bundespost eine 20-Pfennig-Sondermarke heraus, die einen Flugkolbenmotor zeigt.